# نرادا مایکل والدن

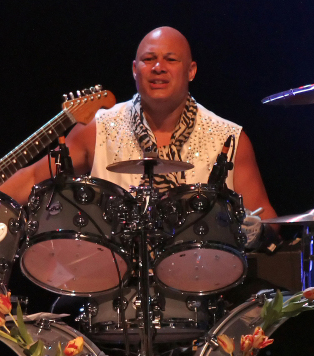
نارادا میکل والدن در می ۲۰۱۱

نرادا مایکل والدن (انگلیسی: Narada Michael Walden؛ زادهٔ ۲۳ آوریل ۱۹۵۲) یک موسیقی‌دان اهل ایالات متحده آمریکا است. وی از سال ۱۹۷۱ میلادی تاکنون مشغول فعالیت بوده‌است.